# Owusu Benson
Owusu Benson (nacido el 22 de marzo de 1977) es un exfutbolista ghanés que se desempeñaba como centrocampista.
En 1999, Owusu Benson jugó para la selección de fútbol de Ghana.

## Trayectoria

### Clubes
| Club                            | País    | Año         |
| ------------------------------- | ------- | ----------- |
| Accra Hearts of Oak             | Ghana   | 1994        |
| FC Sportul Studențesc București | Rumania | 1995        |
| FC Solothurn                    | Suiza   | 1995        |
| Yverdon-Sport FC                | Suiza   | 1996 - 1997 |
| Kriens                          | Suiza   | 1997 - 1998 |
| Sion                            | Suiza   | 1998 - 1999 |
| JEF United Ichihara             | Japón   | 2000        |
| FC Wil                          | Suiza   | 2001 - 2002 |
| SR Delémont                     | Suiza   | 2002 - 2003 |
| Kriens                          | Suiza   | 2004 - 2008 |
| SC Buochs                       | Suiza   | 2009 - 2011 |
| FC Sursee                       | Suiza   | 2011 - 2012 |

### Selección nacional
| Selección | País  | Año  |
| --------- | ----- | ---- |
| Absoluta  | Ghana | 1999 |

## Estadística de equipo nacional
| Selección de fútbol de Ghana | Selección de fútbol de Ghana | Selección de fútbol de Ghana |
| Año                          | Part.                        | Goles                        |
| ---------------------------- | ---------------------------- | ---------------------------- |
| 1999                         | 1                            | 0                            |
| Total                        | 1                            | 0                            |